# Gouvernorat de Balqa
Le gouvernorat de Balqa est un gouvernorat de la Jordanie.

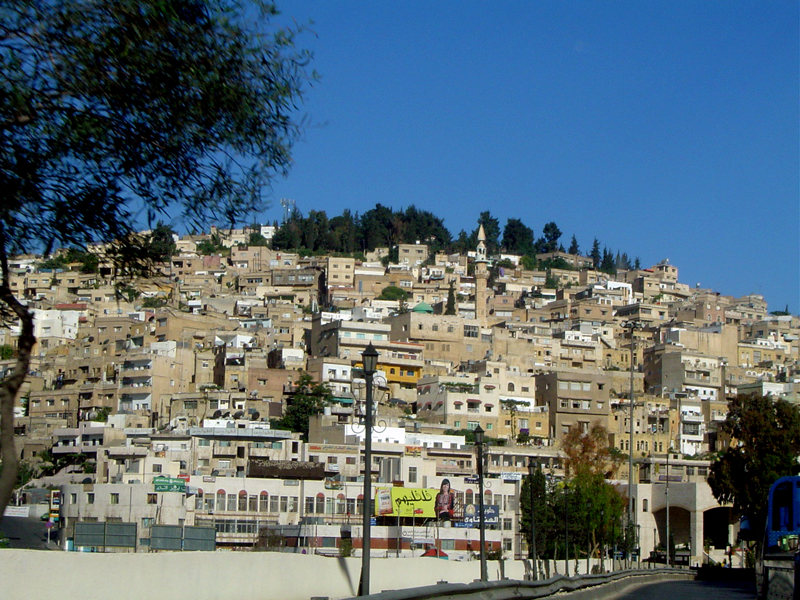
La ville d'Al-Salt est la capitale du gouvernorat de Balqa